# قطعاً شاید
قطعاً شاید (به انگلیسی: Definitely Maybe) آلبوم آغازین از اوئیسیز است که در سال ۱۹۹۴ میلادی منتشر شد.